# Diaspora*
diaspora* is een fediverse sociaalnetwerksite op basis van de gelijknamige opensourcesoftware. Gebruikers bepalen volledig zelf wat ze delen en met wie. Diaspora bestaat uit verschillende zelfstandige servers. Deze pods werken met elkaar samen en vormen zo het netwerk. De software werd ontwikkeld en wordt beheerd wordt door de Diaspora Foundation, maar het sociaal netwerk zelf heeft geen eigenaar. Daardoor kan het niet overgenomen worden en biedt dus bescherming tegen verkoop of overdracht van persoonlijke gegevens aan bijvoorbeeld adverteerders. Voor de verwerving van inkomsten is de organisatie afhankelijk van donaties en andere fondsenwerving.
Diaspora staat het gebruik van pseudoniemen toe. Daarin wijkt het af van Facebook, dat verlangt dat gebruikers hun echte naam gebruiken, en van Google+, dat toelating van pseudoniemen nog overweegt.

## Geschiedenis
Het Diasporaproject werd in 2010 begonnen door vier studenten van het Courant Institute of Mathematical Sciences van de New York-universiteit, Ilya Zhitomirskiy, Dan Grippi, Max Salzberg en Raphael Sofaer. Ze raakten geïnspireerd door Eben Moglen die op 5 februari de toespraak ‘Vrijheid in de cloud’ (Freedom in the Cloud) hield voor de New Yorkse afdeling van de Internet Society waarin hij gecentraliseerde sociale netwerken omschreef als ‘gratis spionage’. In een interview in de New York Times, zei Salzberg: “Wanneer je iets over jezelf zegt, dan is het voor altijd… De waarde ervan voor onszelf is op het grote geheel gezien gering, en wat we ervoor opgeven is onze volledige privacy”. Sofaer: ”We hoeven onze berichten niet op te sturen naar één centrale plaats. Wat Facebook ons als gebruiker geeft, dat is helemaal niet zo moeilijk om te doen. Al die spelletjes, het prikbord, de chat, dat zijn geen bijzondere dingen. Die technologie bestaat al”. Salzberg zei echter ook: “Wij zijn niet uit op Facebook”.

### Beginstadium
De studenten besloten een gedistribueerd sociaal netwerk te bouwen en begonnen op 24 april 2010 een fondsenwerving via Kickstarter. Ruim 6.000 donateurs brachten meer dan US$ 200.000 samen waarmee dit project toen het op een na succesvolste Kickstarter-project ooit werd. Grippi: "We waren overdonderd. Om één of andere reden was iedereen het ontzettend eens met de privacykwestie”. Een van de donateurs was Mark Zuckerberg (CEO van Facebook) die een onbekend bedrag doneerde: “Ik heb een donatie gedaan. Ik denk dat het een cool idee is”.
Het werk aan de Diasporasoftware begon in mei 2010. Een preview kwam beschikbaar op 15 september 2010. Deze preview kreeg veel kritiek vanwege verschillende veiligheidsgebreken. Op 23 november 2010 werd de eerste Diaspora pod operationeel. Deze alfaversie was alleen op uitnodiging toegankelijk.
In december 2010 omschreef ReadWriteWeb het project als een van de Top 10 Start-Ups van 2010. “Diaspora staat zowel voor de kracht van het crowdfunding als voor de wil om ervoor te zorgen dat het sociale web niet gecentraliseerd wordt bij één onderneming”.

### Diaspora Foundation
De website van de Diaspora Foundation werd operationeel op 29 september 2011. De missie van de Diaspora Foundation is "... om een nieuw en beter sociaal web te bouwen, één dat voor de volle 100% eigendom is en beheerd wordt door jou en andere Diasporans."
In oktober 2011 kondigt de Diaspora Foundation een campagne voor fondsenwerving aan. Max Salzberg lichtte toe: “We proberen een doorlopende steun vanuit de gebruikers te verwerven. We willen Diaspora behouden als een project dat door de gebruikers wordt gefinancierd, zodat het kernproduct niet-commercieel kan blijven. Het komt er nu op aan om iets te bouwen dat de Diasporagemeenschap wil gebruiken en een verschil maakt in het leven van onze gebruikers. In de toekomst willen we met de Diasporagemeenschap samenwerken om te bepalen hoe Diaspora zichzelf kan blijven ondersteunen.” Toen binnen enkele dagen de fondsenwerving via PayPal US$ 45.000 had opgeleverd, bevroor PayPal zonder nadere toelichting de rekening van Diaspora Foundation. Na een groot aantal klachten van Diasporagebruikers aan PayPal en het dreigement met juridische stappen werd de rekening weer vrijgegeven. Een PayPal-medewerker bood wel excuses aan, maar gaf nog steeds geen verklaring. Door dit incident is de Diaspora Foundation ook gebruik gaan maken van andere betalingsdiensten, waaronder Stripe en Bitcoin.
Op 12 november 2011 overlijdt medeoprichter Ilya Zhitomirskiy, 22 jaar oud.
In december 2011 waren er naar schatting wereldwijd meer dan 330.000 gebruikers verspreid over meer dan 50 servers. De Diaspora Foundation voorzag toen de oplevering van de bètaversie voor begin 2012. Ook geeft de organisatie aan hoe ze wil uitbreiden en de continuïteit wil waarborgen. Onderdeel daarvan is dat de Diaspora Foundation zich heeft laten registreren als een organisatie met winstoogmerk. De Diaspora Foundation benadrukt dat de verwerving van inkomsten niet zal botsen met principes van privacy, openheid en het eigendom dat de gebruiker heeft over zijn persoonlijke gegevens.

## Kenmerken

### Depod
Diaspora bestaat uit een verzameling knooppunten (pods), die beheerd worden door verschillende personen of instellingen. Elke pod draait de Diasporasoftware, die daarmee een webserver wordt. Wie toegang wil tot het Diasporanetwerk, kan zich aanmelden bij bijna elke pod van zijn keuze. De pod van de grondleggers is geen open pod, voor deze pod is een uitnodiging nodig. Het is ook mogelijk zelf een pod te beginnen. Op welke pod een gebruiker ook zit, hij kan contact maken en berichten uitwisselen met alle Diasporagebruikers op alle andere pods.
Relevante overwegingen bij de keuze voor een pod zijn de snelheid en beschikbaarheid van de server, de mate waarin de pod-beheerder de Diasporasoftware onderhoudt, het privacybeleid van de pod-beheerder en de privacywetgeving van het land waar de pod staat. Ook het aantal gebruikers op een pod kan een rol spelen. Hoe meer gebruikers, hoe meer openbare berichten (- ook van andere pods -) er op een pod zullen zijn. Dat kan aantrekkelijk zijn voor wie nog weinig contacten heeft op Diaspora.

### Openbare en besloten berichten,aspectenentags
In Diaspora kunnen gebruikers voor elk bericht (post) bepalen of het openbaar of besloten is. Als een bericht besloten is, dan kan het alleen gelezen worden door een groep (of combinatie van groepen) met contacten die de gebruiker zelf heeft samengesteld. Een dergelijke groep heet in Diaspora een aspect. De standaard aspecten in Diaspora zijn Vrienden, Familie, Werk en Kennissen, maar de gebruiker is volledig vrij eigen aspecten toe te voegen. Contacten kunnen behoren tot meerdere aspecten tegelijk. (Voorbeeld: sommige collega's kunnen ook vrienden zijn).
Een bericht kan worden voorzien van een of meer tags (ook wel genoemd hashtags of #tags). Gebruikers kunnen verder aangeven welke tags zij willen volgen, en kunnen tags in hun persoonlijk profiel opnemen.

### Contacten, volgen en gevolgd worden, destream
Het is mogelijk de openbare berichten van een andere contact eenzijdig te volgen. Een tweezijdig contact is niet nodig. Een tweezijdig contact ontstaat wanneer de gebruikers besluiten elkaar te volgen. In dat geval is er een contact vergelijkbaar met een vriendschap in Facebook, en kunnen ook de besloten berichten van dat contact gelezen worden. De gebruiker moet, bij dat contact, dan wel horen bij de groep (aspect) waaraan het bericht is gestuurd. Bijvoorbeeld, wie bij een collega als contact is opgenomen in het aspect Werk, kan een besloten bericht van die collega lezen, als hij het maar aan het aspect Werk heeft gestuurd.
De berichtenstroom (stream) in Diaspora bestaat op deze wijze uit:
- Alle openbare berichten op de pod met een tag die de gebruiker volgt;
- Alle openbare berichten van de contacten die de gebruiker aan zijn aspecten heeft toegevoegd;
- Alle besloten berichten van zijn contacten, waarvoor de gebruiker, bij dat contact, hoort bij het aspect waaraan het bericht gestuurd is.

De gebruiker kan zijn berichtenstroom filteren op aspect of tag.
Diasporagebruikers blijven het eigendom houden over hun gegevens. Berichten waarvan de gebruiker zelf eigenaar is, kan hij altijd weer verwijderen. De Diasporasoftware is speciaal ontworpen om een gebruiker alles weer te laten downloaden wat hij ooit op Diaspora gezet heeft. Een voorgenomen uitbreiding op het ontwerp is dat een Diasporagebruiker al zijn gegevens volledig kan downloaden en overbrengen naar elke andere pod. Hiermee krijgt de gebruiker een nog grotere controle over zijn persoonlijke gegevens. Dit kenmerk is echter nog niet in de huidige alfa versie aanwezig.

### Uitwisseling met Facebook en Twitter
Wie al een account heeft bij Facebook of Twitter, kan zich via Diaspora ook op deze netwerken aansluiten.

### Kwaliteit en stabiliteit van de alfaversie
Hoewel software en netwerk van Diaspora een alfaversie zijn, zijn er weinig beperkingen of gebreken in het gebruik. Tekst, foto's en links kunnen opgenomen worden in een bericht. Uploaden en embedden van video's zelf is nog niet mogelijk, maar links naar videowebsites kunnen opgenomen worden. Animated GIF's kunnen wel in een bericht opgenomen worden.

## In de media
Op 14 september 2011 sprak Terry Hancock van het Free Software Magazine zijn steun uit voor het netwerk. In het artikel Why You Should Join Diaspora Now, Like Your Freedom Depends On It (Waarom je je nu bij Diaspora moet aansluiten, alsof je vrijheid ervan afhangt) noemde hij Diaspora ‘goed genoeg’ voor algemeen gebruik. In een toelichting over waarom hij mensen aanmoedigde om Diaspora te gebruiken zei hij: “Met alle vragen over wie het ‘sociale web’ beheerst (… over het namenbeleid van Google+ en andere privacykwesties, de twijfelachtige ethische normen van Facebook en het algemene gevaar van de controle van netwerken), is het denk ik in het belang van de persoonlijke vrijheid op internet dat een meer decentrale, meer democratische, meer open en vrijere oplossing succesvol wordt. En het lijkt mij dat Diaspora een essentieel onderdeel vormt van die oplossing. Ik steun het dus, zelfs al is het nog niet helemaal ‘klaar’".
In augustus 2014 kreeg het netwerk onverwacht massaal bezoek van radicale islamisten, nadat die waren geweerd op Twitter en YouTube. Hiertegen had het netwerk niet meteen verweer, precies omdat het was opgezet als een vrij en gedecentraliseerd platform.